# سفع الصودا

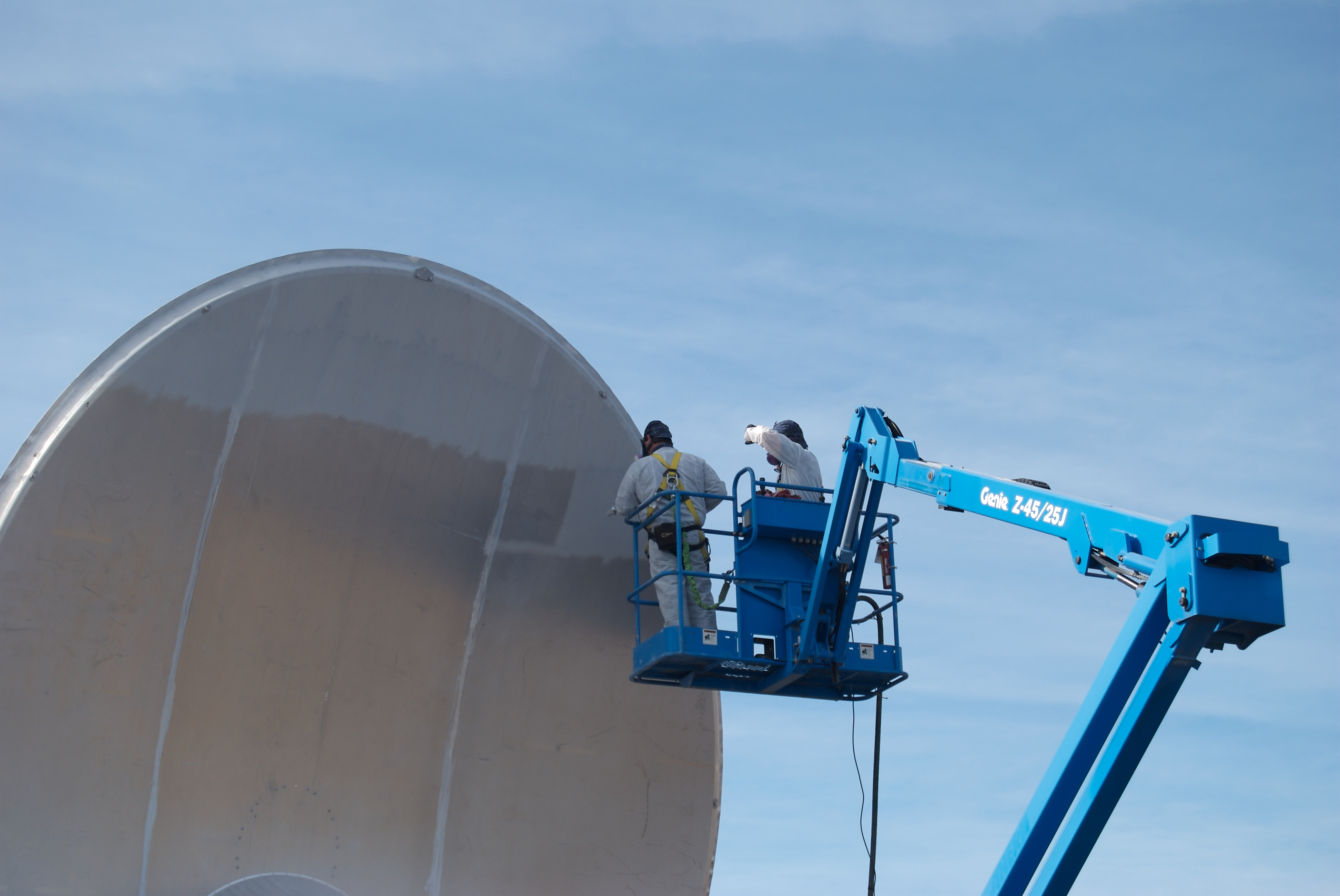
عمليات تنظيف لصحن لاقط في مرصد

سفع الصودا هو نوع معتدل من أنواع السفع (الكشط) الذي يستخدم فيه تيار من جسيمات بيكربونات الصوديوم بواسطة الهواء المضغوط من أجل إزالة الصدأ والترسبات بشكل لطيف من على الأسطح. بذلك يكون سفع الصودا ألطف من السفع الرملي، واستخدمت هذه التقنية في عمليات صيانة تمثال الحرية في ثمانينيات القرن العشرين.
يمكن أن يستخدم سفع الصودا أيضاً من أجل إزالة الجرافيتي.